# Wohnsiedlung Heiligfeld I
Die Wohnsiedlung Heiligfeld I ist eine kommunale Wohnsiedlung der Stadt Zürich im Sihlfeld. Die Siedlung war 1948 bezugsbereit und war die erste nach dem Zweiten Weltkrieg von der Stadt errichtete Wohnsiedlung.

## Geschichte
Nach dem Zweiten Weltkrieg entstand ein grosser Mangel an kostengünstigem Wohnraum. Bauen war während des Kriegs teuer geworden, weil Arbeiter und Material fehlten. Im April 1946 drohten deshalb in der Stadt 600 Familien obdachlos zu werden. In einem ersten Schritt sprach die Stadtregierung Subventionen zur Vergünstigung von Genossenschaftswohnungen. In einem zweiten Schritt beschloss das Stimmvolk, den kommunalen Wohnungsbau wieder aufzunehmen. Heiligfeld I war die erste von neun Siedlungen, die in den Nachkriegsjahren bis 1960 entstanden.

## Bauwerk
Die Siedlung liegt zwischen Letzigrund und Friedhof Sihlfeld an der Brahmsstrasse und besteht aus 16 vierstöckigen Mehrfamilienhäuser, die auf sechs Häuserzeilen aufgeteilt sind. Vier Zeilen zu drei Häuser stehen quer zur Brahmsstrasse auf deren Südseite. Zwei weitere Häuser stehen noch weiter südlich parallel zur Brahmsstrasse. Auf der Nordseite der Brahmsstrasse steht eine einzelne Querzeile mit zwei Häuser. In der Überbauung sind 127 Wohnungen untergebracht – mehrheitlich 3-Zimmer-Wohnungen mit 63 m² Wohnfläche.